# 9 PM (Till I Come)
9 PM (Till I Come) (englisch für „21:00 Uhr (bis ich komme)“) ist ein Lied des deutschen DJs atb. Das Stück ist die Debütsingle sowie erste Singleauskopplung aus seinem Debütalbum Movin’ Melodies und avancierte zum Nummer-eins-Hit. 2021 erlangte das Stück durch die Neuauflage von atb, Topic und A7S, unter dem Titel Your Love (9PM), erneute Bekanntheit.

## Entstehung und Artwork
Geschrieben wurde das Lied vom Interpreten selbst – unter seinem bürgerlichen Namen André Tanneberger – sowie den Koautoren Arcos Angel Ferrerons, Julio Gilabert Posadas und Jolanda Garrido Rivera. Tanneberger war darüber hinaus in Eigenregie auch für die Produktion zuständig, die er im ATB Studio 4 tätigte. Das Arrangement und das Mastering erfolgte durch das Kollektiv MK bei ATB Digital Mastering.
Auf dem Original Frontcover der Maxi-Single ist – neben Künstlernamen und Liedtitel – ein Meer, mit einer Insel im Hintergrund zu sehen. Die Interpretenangabe und der Liedtitel sind inmitten des Coverbildes angeordnet und sind mit einem weißen Rahmen umrandet. Am unteren Rand des Covers ist ein weißes Piktogramm einer Uhr zu sehen, auf der es 21:00 Uhr ist. Ein alternatives Coverbild zeigt den Abendhimmel bei tiefem Sonnenstand. Das Artwork stammt vom Berliner Grafikdesigner Marc Schilkowski.

## Veröffentlichung und Promotion
Die Erstveröffentlichung von 9 PM (Till I Come) erfolgte als CD-Maxi-Single im deutschsprachigen Raum und dem Vereinigten Königreich am 26. Oktober 1998. Es handelt sich hierbei um die Debütsingle von atb. Am 26. April 1999 erschien das Lied als Teil von atbs Debütalbum Movin’ Melodies. In den Vereinigten Staaten erschien 9 PM (Till I Come) erstmals am 1. Juni 1999 als Single und am 25. Oktober 1999 auf dem Album. 1999 erschien 9 PM (Till I Come) in einigen Ländern auch als B-Seite der Nachfolge-Single Don’t Stop!. Im Februar 2010 erschien das Lied erneut als Single, in einer sogenannten „Reloaded“-Version, unter anderem in Australien (6. Februar 2010) und Italien (26. Februar 2010). Darüber hinaus war das Lied Teil des Soundtracks zum Videospiel FIFA 2000.
Die Single erschien weltweit in verschiedenen Ausführungen, die sich durch die Anzahl und Auswahl ihrer B-Seiten unterscheiden. Im deutschsprachigen Raum erschien die Single unter anderem bei Kontor Records und Motor Music. Der Vertrieb erfolgte durch Edel Music oder auch Polygram. Verlegt wurde das Lied durch die Originalverlage Metrophonic Music und Sony Music Publishing sowie dem Sub-Verlag Universal Music Publishing. In den Vereinigten Staaten erschien die Single bei Radikal Records und wurde durch Caroline Distribution vertrieben.
Remixversionen
- 1998: 9 PM (Till I Come) (Club Mix by atb)
- 1998: 9 PM (Till I Come) (Gary D.’s Northern Light Remix)
- 1998: 9 PM (Till I Come) (9 PM Mix by atb)
- 1998: 9 PM (Till I Come) (Sequential One 1999 Remix)
- 1998: 9 PM (Till I Come) (Sequential One Radio Edit)
- 1998: 9 PM (Till I Come) (Signum Remix)
- 1998: 9 PM (Till I Come) (Spacekid Remix)
- 1999: 9 PM (Till I Come) (Bent Remix)
- 1999: 9 PM (Till I Come) (Matt Darey Remix)
- 1999: 9 PM (Till I Come) (Nick Muir’s Come Mix)
- 1999: 9 PM (Till I Come) (UK Edit by atb)

## Inhalt
Der Liedtext zu 9 PM (Till I Come) ist in englischer Sprache gehalten und bedeutet ins Deutsche übersetzt so viel wie: „21:00 Uhr (bis ich komme)“. Die Musik wurde von atb komponiert; der Text von Arcos Angel Ferrerons, Julio Gilabert Posadas und Jolanda Garrido Rivera geschrieben. Der Gesang und der Text basieren auf einem Sample von Ricky Richs und Julio Posadas’ The Way You Make Me Feel. Musikalisch bewegt sich das Lied im Bereich des Trance, einer Stilrichtung der elektronischen Tanzmusik. Das Tempo beträgt 130 Schläge pro Minute. Die Tonart ist a-Moll. Der Liedtext besteht lediglich aus der Zeile: „Till I come. Till I come. Change it and say: till I come.“, diese wiederholt sich viereinhalb Mal während des Liedes. Gesungen wird das Stück von Yolanda Rivera Garrido, die schon das Original zu The Way You Make Me Feel sang, atb selbst wirkt nur als DJ und Studiomusiker mit.
| „Till I come. Till I come. Change it and say: Till I come.“ – Refrain, Originalauszug | „Bis ich komme. Bis ich komme. Ändere es und sage: Bis ich komme.“ – Refrain, Übersetzung |

## Musikvideo
Das Musikvideo zu 9 PM (Till I Come) lässt sich in zwei Abschnitte unterteilen. Zum einen zeigt es Yolanda Rivera, die als eine Art Geheimagentin, auf dem Weg zu einem Date mit atb ist. Sie landet zunächst mit einem Hubschrauber und nimmt telefonisch Kontakt zu atb auf. Später ist sie weiter mit einem Omnibus und zu Fuß unterwegs. In einem Restaurant wechselt sie ihr Outfit, nimmt ein Getränk zu sich, wobei sie von einem älteren Herrn beobachtet wird und macht sich weiter auf den Weg zu atb. Bei ihm angekommen klopft sie um 21:00 Uhr an seine Tür. Kurz danach wechselt die Szene und sie sitzt an einem Schwimmbecken, wo sie ihren Koffer öffnet und ein Polaroid von atb mit einem Hähnchen zum Vorschein kommt. Alle Szenen von Rivera sind in einem bläulich, gestreiften Bild dargestellt, als ob sie von einer Überwachungskamera stammen. Zum anderen sieht man atb immer wieder in kurzen Sequenzen, der nach dem Telefonat mit Rivera ein Hähnchen zubereitet. Nachdem Rivera sich das Polaroid ansieht, endet das Video mit dem Hähnchen, das explodiert. Die Gesamtlänge des Videos beträgt 3:13 Minuten. Bis April 2023 zählte das Musikvideo über 15 Millionen Aufrufe bei YouTube.
Am 19. Dezember 2009 erschien ein weiteres Video zu 9 PM Reloaded. Das Musikvideo setzt sich aus Teilen des Originals sowie aus neugedrehten Szenen zusammen. Der erste Teil startet um 20:00 Uhr und zeigt die Szenen von Rivera aus 9 PM (Till I Come). Als Rivera sich auf der Toilette des Restaurants umzieht ist es 21:00 Uhr, sie schaut in den Spiegel und fortan sind bis zum Ende Konzertszenen von atb zu sehen. Die Gesamtlänge des Videos beträgt 3:58 Minuten. Bis April 2023 zählte das Musikvideo über 15 Millionen Aufrufe bei YouTube.

## Mitwirkende
| Liedproduktion - Arcos Angel Ferrerons: Liedtexter - MK: Mastering - Julio Gilabert Posadas: Liedtexter - Jolanda Garrido Rivera: Gesang, Liedtexter - André Tanneberger (atb): Arrangement, Komponist, Musikproduzent Artwork - Marc Schilkowski: Artwork (Cover) | Unternehmen - ATB Digital Mastering: Tonstudio - ATB Studio 4: Tonstudio - Caroline Distribution: Vertrieb - Edel Music: Vertrieb - Kontor Records: Musiklabel - Metrophonic Music: Verlag - Motor Music: Musiklabel - Polygram: Vertrieb - Radikal Records: Musiklabel - Sony Music Publishing: Verlag - Universal Music Publishing: Verlag |

## Rezeption

### Rezensionen
- Das schottische Nachrichtenblatt Daily Record beschrieb 9 PM (Till I Come) als „massive Dance-Hymne mit sexy Liedtext und erhobenen Synthesizer Refrain“ („A massive dance anthem with sexy lyrics and a soaring synthesiser hook“).[18] Weiter führten sie aus, dass der Sommer nie so gut klang, wie mit dem Spanische-Gitarre-Refrain in diesem Lied („Summer has never sounded so good with the Spanish-guitar hook in this song“). Es werde einen immer an den letzten Sommer vor der Jahrtausendwende erinnern („It will forever remind you of the last summer of the millennium.“).[19]

- Das deutschsprachige Online-Magazin Dance-Charts betitelte 9 PM (Till I Come) als Stück, das ein komplettes Genre geprägt habe.[20] In einer späteren Rezension zu Your Love (9PM) nannte Manuel Osswald das Stück ein„Trance-Meisterwerk“.[21]

- Ellie Mullins von weraveyou.com beschrieb 9 PM (Till I Come) als eines der wichtigsten und zeitlosesten Stücke in der Geschichte der Dancemusik. Das Lied habe für viele Menschen einen besonderen Platz im Herzen und verkörpere perfekt die „glorreichen Tage“ der 1990er-Jahre. Es hatte und habe immer noch einen unwiderstehlichen Charme, was das Stück sofort bei seiner Veröffentlichung sympathisch machte. Den Gesang von Rivera beschrieb sie als „hypnotisch“.[22]

- Ministry of Sound stellte sich in seiner Kolumne „Massiv Tunes“ aus dem Jahr 2018 die Frage, ob es in der Dancemusik ein Riff gäbe, dass man schneller erkenne würde, als dies von 9 PM (Till I Come). Das Stück sei zwar über 20 Jahre alt, dennoch „crashe“ es die Tanzflächen. Das Stück sei schnell zum Synonym für die größten europäischen „Party-Inseln“ herangewachsen. Besonders Ibiza habe die „Hymne“ für sich eingenommen, wo man das Lied heute noch in Bars und Diskotheken auf der ganzen Insel zu hören bekäme. Mit dem Beginn des Sommers besuche uns immer wieder dieser „sonnengeküsste Klassiker“ aus einem anderen Jahrtausend („With summer just kicking off revisit this sun kissed classic from another Millennium“).[23]

- Leonie Bender von 1 Live beschrieb 9 PM (Till I Come) als „Dance-Klassiker“ und „Mega-Track“.[24]

### Chartplatzierungen
9 PM (Till I Come) erreichte in Deutschland Rang 14 der Singlecharts und platzierte sich 13 Wochen in den Top 100. In der Schweizer Hitparade erreichte die Single in neun Chartwochen mit Rang 21 seine höchste Chartnotierung. Bis zur Veröffentlichung von Your Love (9PM) im Jahr 2021 konnte sich keine Single von atb besser in der Schweiz platzieren (Too Much Rain mit United Deejays for Central America ebenfalls Rang 21). Im Vereinigten Königreich erreichte 9 PM (Till I Come) die Chartspitze und platzierte sich zwei Wochen an ebendieser sowie sechs Wochen in den Top 10 und 31 Wochen in den Charts. Hiermit platzierte sich erstmals ein Trance-Titel an der Chartspitze in Großbritannien. Für atb blieb es der einzige Nummer-eins-Hit in den britischen Charts. 1999 belegte das Lied Rang fünf der britischen Single-Jahrescharts. In den Vereinigten Staaten verfehlte die Single den Einstieg in die Billboard Hot 100, platzierte sich jedoch auf Rang sieben der Dance Club Songs. Darüber hinaus erreichte 9 PM (Till I Come) für vier Wochen die Chartspitze in Irland sowie Top-10-Platzierungen in Australien (#10), Belgien-Flandern (#5), Dänemark (#3), Italien (#3), Griechenland (#2) und Norwegen (#3).
Für atb als Produzent ist dies sein fünfter Charterfolg in Deutschland sowie nach Why Don’t You Dance With Me (Future Breeze) jeweils der zweite in der Schweiz und dem Vereinigten Königreich. In seiner Autorenfunktion erreichte er hiermit zum vierten Mal die deutschen Singlecharts sowie erstmals die Charts in der Schweiz und dem Vereinigten Königreich. Als Solokünstler ist es weltweit sein erster Charterfolg. Die Autoren Ferrerons, Posadas und Rivera erreichten erstmals die Charts in Deutschland, Österreich, der Schweiz und dem Vereinigten Königreich.
| ChartsChartplatzierungen     | Höchstplatzierung | Wochen |
| ---------------------------- | ----------------- | ------ |
| Deutschland (GfK)            | 14 (13 Wo.)       | 13     |
| Schweiz (IFPI)               | 21 (9 Wo.)        | 9      |
| Vereinigtes Königreich (OCC) | 1 (31 Wo.)        | 31     |

| ChartsJahrescharts (1999)    | Platzierung |
| ---------------------------- | ----------- |
| Vereinigtes Königreich (OCC) | 5           |

### Auszeichnungen für Musikverkäufe
9 PM (Till I Come) erhielt am 25. Februar 2022 eine doppelte Platin-Schallplatte für über 1,2 Millionen verkaufte Einheiten im Vereinigten Königreich. Bereits am 23. Juli 1999 erreichte die Single Platin-Status. 9 PM (Till I Come) erhielt weltweit eine Goldene sowie vier Platin-Schallplatten und verkaufte sich nachweislich über 1,3 Millionen Mal.
| Land/Region                  | Auszeichnungen für Musikverkäufe (Land/Region, Auszeichnung, Verkäufe) | Verkäufe  |
| ---------------------------- | ---------------------------------------------------------------------- | --------- |
| Australien (ARIA)            | Platin                                                                 | 70.000    |
| Norwegen (IFPI)              | Gold                                                                   | 10.000    |
| Schweden (IFPI)              | Platin                                                                 | 30.000    |
| Vereinigtes Königreich (BPI) | 2× Platin                                                              | 1.200.000 |
| Insgesamt                    | 1× Gold · 4× Platin ·                                                  | 1.310.000 |

## Coverversion von atb, Topic und A7S

### Entstehung und Veröffentlichung
Bei Your Love (9PM) handelt es sich um eine Neuauflage von 9PM (Till I Come), von dem die Melodie übernommen und ein neuer Text dazu verfasst wurde. Die Neufassung wurde gemeinsam von den drei Interpreten geschrieben. Die Produktion und das Mastering erfolgte durch atb, Rudi Dittmann und Topic. Das Frontcover zur Single zeigt die drei Interpreten A7S, atb und Topic von links nach rechts. Die Gestaltung des Covers stammt von Matthias Löwenstein von der Agentur Season Zero.
Die Erstveröffentlichung von Your Love (9PM) erfolgte als Download und Streaming am 15. Januar 2021. Die Veröffentlichung erfolgte als Einzeltrack durch das Musiklabel Virgin Records, der Vertrieb erfolgte durch Universal Music Publishing. Verlegt wurde das Lied durch SMPG Publishing und Tobias Topic Edition. Um das Lied zu bewerben, lud atb am 3. Januar 2021 ein Teil des Coverbildes hoch, in dem er zwischen zwei schwarzen Silhouetten zu sehen ist. Der Beitrag folgte mit den Worten: „Hey #ATBFamily. I’m so excited for my next single release with two amazing artists which is coming out soon. Who do you guys think it will be?“ (englisch für „Hallo #ATBFamily. Ich bin so aufgeregt aufgrund meiner nächsten Singleauskopplung mit zwei unglaublichen Künstlern. Was denkt ihr wer es sein wird?“) Am 6. Januar 2021 lud A7S ebenfalls das Coverbild hoch und deckte dabei sich als einer der Silhouetten auf. Einen Tag später wiederholte Topic das gleiche.

### Hintergrundinformation
atb habe in den vergangenen 20 Jahren sehr viele Anfragen für Neuauflagen und Zusammenarbeiten von 9PM (Till I Come) erhalten, die er jedoch alle ablehnte. Er sei nie wirklich zufrieden mit dem Ansatz oder dem finalen Ergebnis gewesen. Dann habe er zusammen mit seinem Manager in Breaking Me von Topic und A7S reingehört und beide hätten „direkt“ das Gefühl gehabt, dass diese beiden „Soundwelten“ perfekt miteinander verschmelzen könnten. Topic beschrieb 9PM (Till I Come) als einen „absoluten Dance Klassiker“, den er selber seit klein auf kenne und feiere. Es sei daher eine große Ehre der Erste sein zu dürfen, der diese Nummer mit atb zusammen neuauflegen dürfe. Der „typische“ atb Gitarrenriff, gepaart mit seinen „Melancholic-Dance-Music-Sound“ und der „unverkennbaren“ Stimme von A7S, ergebe eine „perfekte Symbiose“. In einem Interview mit 1 Live gab atb des Weiteren an, dass man nach 25 Jahren so von der Melodie verblendet sei, dass er selbst schon wollte, dass da „frisches Blut“ reinkäme.
Durch die COVID-19-Pandemie in Deutschland konnten die Künstler nicht gemeinsam das Lied im Studio aufnehmen. Während atb und Topic zusammen im Tonstudio waren, steuerte A7S den Gesang per Videokonferenz bei.

### Inhalt
Der Liedtext zu Your Love (9PM) ist wie das Original in englischer Sprache gehalten und bedeutet ins Deutsche übersetzt so viel wie: „Deine Liebe (21:00 Uhr)“. Die Musik wurde von atb und Topic komponiert; der Text von A7S geschrieben. Musikalisch bewegt sich das Lied im Bereich des House, einer Stilrichtung der elektronischen Tanzmusik und der Popmusik. Das Tempo beträgt 126 Schläge pro Minute. Die Tonart ist G-Dur. Inhaltlich geht es in dieser Version um eine Liebesbeziehung, die schon längst vorbei sei, die eine Person jedoch noch dran festhalte und nicht wahrhaben will, dass die gemeinsame Zeit vergangen sei.
Aufgebaut ist das Lied auf zwei Strophen und einem Refrain. Es beginnt mit der ersten vierzeiligen Strophe, auf die zunächst der sogenannte „Pre-Chorus“ und darauf der eigentliche Refrain folgt. Der gleiche Vorgang wiederholt sich mit der zweiten Strophe. Das Lied endet zugleich mit dem zweiten Refrain, der in einer erweiterten Fassung dargeboten wird. Der Gesang stammt ausschließlich von A7S; atb und Topic wirken lediglich als DJs beziehungsweise Studiomusiker mit.
| „So tell me, would you feel my love? ’Cause I can never get enough. So tell me, would you feel my love? Yeah, I could never leave, ’cause I need it, that feeling. Let me feel your love. Let me feel your love.“ – Refrain, Originalauszug | „Also sag mir, würdest du meine Liebe fühlen? Weil ich nie genug bekommen kann. Also sag mir, würdest du meine Liebe fühlen? Ja, ich könnte niemals gehen, weil ich es brauche, dieses Gefühl. Lass mich deine Liebe spüren. Lass mich deine Liebe spüren.“ – Refrain, Übersetzung |

### Musikvideo
Zu Your Love (9PM) erschienen zwei offizielle Musikvideos. Zunächst feierte ein Lyrikvideo seine Premiere auf YouTube am 14. Januar 2021. Es zeigt eine Kiste, auf der ein Kissen und ein Teddybär liegen sowie ein Tisch mit einer Digitaluhr und einer Lampe. Die Uhr zeigt während des Intros „08:59 PM“ an, springt aber mit Beginn des eigentlichen Videos auf „09:00 PM“. Obwohl das Video länger als eine Minute geht, springt die Uhr erst am Ende auf „09:01 PM“ weiter. Begleitet wird das Video von einer Lichtershow, während das Bild starr auf der Kiste und dem Tisch verbleibt. Die Gesamtlänge des Videos beträgt 2:30 Minuten. Als Artdirector fungierten Lara Heussner und Tobias Keil. Bis April 2023 zählte das Musikvideo über 27 Millionen Aufrufe bei YouTube.
Das reguläre Musikvideo feierte schließlich am 25. Januar 2021 seine Premiere auf YouTube. Zu sehen ist die Geschichte eines Liebespaares (gespielt von Sarah Kübler und Diego De La Rosa), die an einem von atb und Topic initiierten Tanz-Casting teilnehmen. Das Video beginnt damit, dass das Pärchen morgens auf die Facebook-Anzeigen von atb und Topic stößt, in dem zum Tanz-Casting für Einzeltänzer am 18. Dezember 2020, im Zeitraum von 09:00 Uhr bis 21:00 Uhr, in Berlin geladen wird. Beide nehmen zunächst als Einzeltänzer teil, können jedoch atb und Topic nicht überzeugen. Kurz nach ihren Auftritten flehen sie im Backstagebereich einen der Verantwortlichen an, noch eine Chance zu bekommen. Dieser betritt um Punkt 21:00 Uhr die Bühne und bittet atb und Topic, die gerade gehen wollten, sich noch einen Auftritt anzuschauen. Diese willigen ein und das Paar betritt zusammen die Bühne und tanzt, wobei sich die Juroren diesmal begeistert zeigen. Zwischendurch sind immer wieder Szenen von A7S zu sehen, der das Lied vor einem Red-Screen singt. Die Gesamtlänge des Videos beträgt 3:24 Minuten. Regie führte, wie schon unter anderem bei Topics Like I Love You, erneut Marvin Ströter. Bis April 2023 zählte das Musikvideo über 43 Millionen Aufrufe bei YouTube.

### Rezeption

#### Rezensionen
- Nordnews beschrieb Your Love (9PM) als „moderne Neuinterpretation“, die passend für die „TikTok-Generation“ aufbereitet sei. Man präsentiere hier „beinahe schwerelos wirkende Vocals“ in Kombination mit einer „kraftvollen Bassline“ und der „ikonischen Hook“, die dem Lied seine unverwechselbare Energie verleihe. Your Love (9PM) sei ein erfrischendes „Rework“ des „legendären 90er-Jahre-Dance-Tracks“ und liefere mit atb’s „zeitloser Hook“ und Topics „einzigartigen Produktionsstil“ eine Hommage an die klassischen Dance-Hits vergangener Tage, die nicht zuletzt dank A7S‘ „markanten und starken Vocals“ perfekt den „Zahn der Zeit“ treffen würden.[28]

- Leonie Bender von 1 Live ist der Meinung, dass Your Love (9PM) die „ikonische“ Melodie des Originals beibehalte. Der „entspannte Beat“ harmoniere perfekt mit der „Ohrwurm-Hook“ von A7S. Es handele sich um eine Kollaboration die funktionieren würde. A7S, atb & Topic würden 9PM (Till I Come) beleben und aus dem „90er-Hit“ eine „krasse Dance-Nummer“ machen.[24]

- Radio Hashtag+ kürte das Lied zum „Song of the Day“.[49]

- Manuel Osswald vom deutschsprachigen Online-Magazin Dance-Charts vertritt die Meinung, dass den drei Interpreten mit Your Love (9PM) eine „geniale Neuinterpretation“ des „Trance-Meisterwerks“ gelungen sei. Die typische „Lead-Melodie“ des Originals, gepaart mit dem „melancholischen Dance-Sound“ von Topic und den unverwechselbaren Gesang seitens A7S würden eine „perfekte Symbiose“ bilden und würden den Titel jetzt schon zu einem Highlight des Jahres machen.[21]

#### Chartplatzierungen
Your Love (9PM) erreichte in Deutschland Rang sechs der Singlecharts und platzierte sich sechs Wochen in den Top 10 sowie 58 Wochen in den Top 100. In den deutschen Airplaycharts erreichte das Lied die Chartspitze, in den Dancecharts Rang drei, den Downloadcharts Rang acht und den Streamingcharts Rang sieben. In Österreich erreichte die Single Rang acht und hielt sich zwei Wochen in den Top 10 und 41 Wochen in den Charts. In der Schweiz erreichte Your Love (9PM) mit Rang sechs seine beste Chartnotierung und platzierte sich acht Wochen in den Top 10 sowie 44 Wochen in den Charts. Im Vereinigten Königreich erreichte die Single Rang acht und hielt sich zwei Wochen in den Top 10 und 27 Wochen in den Top 100. In den Vereinigten Staaten verfehlte die Single den Einstieg in die Billboard Hot 100, platzierte sich jedoch auf Rang neun der Dance/Electronic Songs. Darüber hinaus erreichte Your Love (9PM) die Chartspitze in Bulgarien, Russland (Airplaycharts), Tschechien (Airplaycharts) und Ungarn. In den Niederlanden erreichte Your Love (9PM) mit Rang sieben die Top 10; Top-20-Platzierungen erreichte die Single in Belgien-Flandern (#11), Finnland (#14), Australien (#18), Norwegen (#18) und Portugal (#20).
2021 platzierte sich Your Love (9PM) auf Rang acht der deutschen Single-Jahrescharts und war damit die bestplatzierte deutsche Produktion, in der Schweiz belegte das Lied Rang 15, Rang 21 in Österreich und Rang 29 im Vereinigten Königreich. Darüber hinaus platzierte sich das Lied auf Rang drei der deutschen Airplay-Jahrescharts und musste sich lediglich Bad Habits (Ed Sheeran) und dem Spitzenreiter Save Your Tears (The Weeknd) geschlagen geben; auch hier war Your Love (9PM) die erfolgreichste einheimische Produktion.
atb erreichte als Interpret mit Your Love (9PM) zum 26. Mal die deutschen Singlecharts sowie jeweils zum zwölften Mal die Charts in Österreich und der Schweiz und zum fünften Mal die britischen Charts. Im Vereinigten Königreich erreichte atb erstmals nach Go mit den Trance Allstars im Jahr 2002 die Charts. Als Produzent ist es bereits sein 36. Charterfolg in Deutschland, der 14. in der Schweiz, der 13. in Österreich und der neunte im Vereinigten Königreich. Es ist in seinen Funktionen als Interpret und Produzent je sein vierter Top-10-Erfolg im Vereinigten Königreich sowie nach Let U Go sein zweiter in Deutschland und der erste in Österreich und der Schweiz. Als Autor erreichte er hiermit zum 28. Mal die Charts in Deutschland sowie zum neunten Mal in Österreich, zum achten Mal in der Schweiz und zum fünften Mal im Vereinigten Königreich. Es ist nach 9 PM (Till I Come) und Don’t Stop! sein dritter Top-10-Erfolg im Vereinigten Königreich sowie nach Let U Go sein zweiter in Deutschland und der erste in Österreich und der Schweiz. In den D-A-CH-Staaten konnte sich in allen Funktionen keine Single von atb besser oder länger in den Charts platzieren. In Deutschland löste die Single damit Let U Go ab, mit der er seinerzeit Rang sieben beziehungsweise 15 erreichte. Als Autor und Interpret in der Schweiz löste Your Love (9PM) das Original ab, welches Rang 21 erreichte. Als Produzent löste er hiermit Why Don’t You Dance with Me (Future Breeze) ab, womit sich atb seinerzeit auf Rang 13 platzieren konnte.
Topic erreichte hiermit zum 17. Mal die deutschen Singlecharts als Musikproduzent sowie zum zwölften Mal in Österreich, zum siebten Mal in der Schweiz und zum zweiten Mal nach Breaking Me (Topic & A7S) im Vereinigten Königreich. Als Interpret erreichte er hiermit zum neunten Mal die Singlecharts in Deutschland, zum achten Mal die Charts in Österreich zum fünften Mal die Schweizer Hitparade und ebenfalls zum zweiten Mal nach Breaking Me die Charts im Vereinigten Königreich. In seiner Autorenfunktion ist es der elfte Charterfolg in Deutschland, der achte in Österreich, der sechste in der Schweiz sowie der zweite nach Breaking Me im Vereinigten Königreich. In Österreich ist es in allen Funktionen sein vierter Top-10-Hit, in Deutschland und der Schweiz nach Breaking Me und Lost sein dritter sowie nach Breaking Me der zweite im Vereinigten Königreich.
Tidebrink erreichte als Autor mit Your Love (9PM) jeweils zum vierten Mal die Charts in Deutschland und der Schweiz, zum dritten Mal nach Only Thing We Know (Alle Farben, Kelvin Jones & Younotus) und Breaking Me in Österreich und nach Breaking Me zum zweiten Mal in Großbritannien. Als Interpret erreichte er je zum dritten Mal die deutschen und Schweizer Singlecharts sowie je zum zweiten Mal nach Breaking Me in Österreich und dem Vereinigten Königreich. In Deutschland, Österreich, der Schweiz und dem Vereinigten Königreich ist es in beiden Funktionen nach Breaking Me sein zweiter Top-10-Erfolg.
| ChartsChartplatzierungen     | Höchstplatzierung | Wochen |
| ---------------------------- | ----------------- | ------ |
| Deutschland (GfK)            | 6 (58 Wo.)        | 58     |
| Österreich (Ö3)              | 8 (41 Wo.)        | 41     |
| Schweden (GLF)               | 59 (21 Wo.)       | 21     |
| Schweiz (IFPI)               | 6 (44 Wo.)        | 44     |
| Vereinigtes Königreich (OCC) | 8 (27 Wo.)        | 27     |

| ChartsJahrescharts (2021)    | Platzierung |
| ---------------------------- | ----------- |
| Deutschland (GfK)            | 8           |
| Österreich (Ö3)              | 21          |
| Schweiz (IFPI)               | 15          |
| Vereinigtes Königreich (OCC) | 29          |

#### Auszeichnungen für Musikverkäufe
Your Love (9PM) erhielt am 10. Dezember 2021 eine Platin-Schallplatte für über 600.000 verkaufte Einheiten im Vereinigten Königreich. Für atb ist es nach 9 PM (Till I Come) und Don’t Stop! die dritte Single, die eine Plattenauszeichnung im Vereinigten Königreich erlangte. Für A7S und Topic ist es nach Breaking Me die zweite Single, die im Vereinigten Königreich ausgezeichnet wurde. Im Juni 2023 erfolgte, für ebenfalls 600.000 verkaufte Einheiten, die Verleihung von Dreifach-Gold in Deutschland, bereits im Mai 2021 erreichte es Goldstatus. Während es für Topic die dritte Singleauszeichnung nach Home und Breaking Me in Deutschland ist, ist es nach Breaking Me die zweite für A7S und die erste Auszeichnung überhaupt für atb. In den Vereinigten Staaten erreichte das Lied, obwohl es nicht die Billboard Hot 100 erreichte, Goldstatus. Für A7S und Topic ist es nach Breaking Me die zweite Singlezertifizierung, atb bekam hiermit erstmals eine Tonträgerauszeichnung in den USA. Weltweit erhielt Your Love (9PM) drei Goldene und 17 Platin-Schallplatten für über 2,6 Millionen verkaufte Einheiten.
| Land/Region                  | Auszeichnungen für Musikverkäufe (Land/Region, Auszeichnung, Verkäufe) | Verkäufe  |
| ---------------------------- | ---------------------------------------------------------------------- | --------- |
| Australien (ARIA)            | Platin                                                                 | 70.000    |
| Belgien (BRMA)               | Gold                                                                   | 20.000    |
| Brasilien (PMB)              | 3× Platin                                                              | 120.000   |
| Dänemark (IFPI)              | Platin                                                                 | 90.000    |
| Deutschland (BVMI)           | 3× Gold                                                                | 600.000   |
| Frankreich (SNEP)            | Platin                                                                 | 200.000   |
| Griechenland (IFPI)          | Platin                                                                 | 20.000    |
| Italien (FIMI)               | 2× Platin                                                              | 140.000   |
| Kanada (MC)                  | 2× Platin                                                              | 160.000   |
| Polen (ZPAV)                 | 2× Platin                                                              | 100.000   |
| Portugal (AFP)               | Platin                                                                 | 10.000    |
| Spanien (Promusicae)         | Platin                                                                 | 60.000    |
| Vereinigte Staaten (RIAA)    | Gold                                                                   | 500.000   |
| Vereinigtes Königreich (BPI) | Platin                                                                 | 600.000   |
| Insgesamt                    | 3× Gold · 17× Platin ·                                                 | 2.690.000 |

## Weitere Verwendung (Auswahl)
Samples
- 2010: Gucci Mane feat. Lil B – Break Yourself (Diplo Remix) (Album: Free Gucci (Best of the Cold War Mixtapes), 11. Januar 2010)[81][82]
- 2013: Fuego – Cuando te veo (Album: La música del futuro, 13. Februar 2013)[81][83]
- 2016: Stoto feat. Ember Island – 9 PM Till I Can’t Feel My Face (Album: The Stars Are Out Tonight, 15. Januar 2016)[81][84]
- 2020: Tim3bomb – Faith (31. Januar 2020)[81][85]

Coverversionen
- 2009: Funk Master (Album: The Dance Annual, 17. August 2009)[86][87]
- 2016: Pete Tong & The Heritage Orchestra (25. November 2016)[86][88]
- 2017: Forever 80 (21. Januar 2017)[86][89]
- 2020: Ralk & Mojjo feat. Ocana (29. Mai 2020)[86][90]